# Halterofilismo nos Jogos Olímpicos de Verão de 2024 - Até 102 kg masculino
A categoria até 102 kg masculino do halterofilismo nos Jogos Olímpicos de Verão de 2024 ocorreu na Arena 6 Paris Sul em Paris, França, em 10 de agosto de 2024. Um total de 13 halterofilistas, cada um representando um Comitê Olímpico Nacional (CON), participaram do evento.

## Qualificação
Até 13 halterofilistas poderiam se qualificar, com as vagas sendo alocadas da seguinte forma:
- Dez pelo ranking de qualificação olímpica da Federação Internacional de Halterofilismo (IWF);
- Uma pelo ranking de qualificação olímpica continental da IWF;
- Uma para o país anfitrião ou pelo princípio de universalidade;
- Uma para a Equipe Olímpica de Refugiados.

## Calendário
Horário local (UTC+2)
| Data                 | Hora  | Fase  |
| -------------------- | ----- | ----- |
| 10 de agosto de 2024 | 11:30 | Final |

## Medalhistas
| Ouro   | CHN Liu Huanhua         |
| Prata  | UZB Akbar Djuraev       |
| Bronze | AIN Yauheni Tsikhantsou |

## Recordes
Antes desta competição, os seguintes recordes eram estabelecidos:
| Recorde          | Tipo      | Halterofilista  | Peso   | Local  | Data               |
| Recorde mundial  | Arranque  | Padrão mundial  | 191 kg | —      | —                  |
| Recorde mundial  | Arremesso | Liu Huanhua     | 232 kg | Phuket | 8 de abril de 2024 |
| Recorde mundial  | Total     | Liu Huanhua     | 413 kg | Phuket | 8 de abril de 2024 |
|                  |           |                 |        |        |                    |
| Recorde olímpico | Arranque  | Padrão olímpico | 186 kg | —      | —                  |
| Recorde olímpico | Arremesso | Padrão olímpico | 226 kg | —      | —                  |
| Recorde olímpico | Total     | Padrão olímpico | 410 kg | —      | —                  |

## Resultados
| Pos.              | Halterofilista       | CON                               | Arranque (kg) | Arranque (kg) | Arranque (kg) | Arranque (kg) | Arremesso (kg) | Arremesso (kg) | Arremesso (kg) | Arremesso (kg) | Total |
| Pos.              | Halterofilista       | CON                               | 1             | 2             | 3             | Result.       | 1              | 2              | 3              | Result.        | Total |
| ----------------- | -------------------- | --------------------------------- | ------------- | ------------- | ------------- | ------------- | -------------- | -------------- | -------------- | -------------- | ----- |
| Medalha de ouro   | Liu Huanhua          | CHN China                         | 178           | 183           | 186           | 186           | 220            | 228            | 233            | 220            | 406   |
| Medalha de prata  | Akbar Djuraev        | UZB Uzbequistão                   | 180           | 185           | 189           | 185           | 219            | 224            | 232            | 219            | 404   |
| Medalha de bronze | Yauheni Tsikhantsou  | AIN Atletas Individuais Neutros   | 176           | 178           | 183           | 183           | 214            | 219            | 228            | 219            | 402   |
| 4                 | Garik Karapetyan     | ARM Armênia                       | 180           | 186           | 186           | 186           | 212            | 218            | 218            | 212            | 398   |
| 5                 | Irakli Chkheidze     | GEO Geórgia                       | 171           | 176           | 179           | 179           | 214            | 214            | 224            | 214            | 393   |
| 6                 | Lesman Paredes       | BRN Bahrein                       | 181           | 186           | 188           | 181           | 211            | 218            | 218            | 211            | 392   |
| 7                 | Ramiro Mora Romero   | EOR Equipe Olímpica de Refugiados | 161           | 166           | 168           | 166           | 201            | 206            | 210            | 210            | 376   |
| 8                 | Wesley Kitts         | USA Estados Unidos                | 167           | 172           | 177           | 172           | 202            | 210            | 210            | 202            | 374   |
| 9                 | Jang Yeon-hak        | KOR Coreia do Sul                 | 173           | 179           | 180           | 173           | 200            | 211            | 221            | 200            | 373   |
| 10                | Döwranbek Hasanbaýew | TKM Turcomenistão                 | 180           | 187           | 188           | 180           | 190            | 190            | 200            | 190            | 370   |
| —                 | Ahmed Abuzriba       | LBA Líbia                         | 164           | 169           | 170           | 164           | —              | —              | —              | —              | DNF   |
| —                 | Fares El-Bakh        | QAT Catar                         | 178           | 178           | 178           | —             | —              | —              | —              | —              | DNF   |
| —                 | Don Opeloge          | SAM Samoa                         | 170           | 170           | 170           | —             | —              | —              | —              | —              | DNF   |

Legenda
| Recorde mundial      | Recorde mundial (World record)               |                       | Recorde africano                      | Recorde africano (African) |                                           | Q | Classificado por posição (Qualified) |
| Recorde olímpico     | Recorde olímpico (Olympic record)            | Recorde da América    | Recorde da América (Americas)         | q                          | Classificado por melhor tempo (Qualified) |   |                                      |
| Melhor marca do ano  | Melhor marca do ano (World leading)          | Recorde asiático      | Recorde asiático (Asian)              | DNS                        | Não largou (Did not start)                |   |                                      |
| Recorde nacional     | Recorde nacional (National record)           | Recorde europeu       | Recorde europeu (European)            | DNF                        | Não terminou (Did not finish)             |   |                                      |
| Recorde pessoal      | Recorde pessoal do atleta (Personal best)    | Recorde da Oceania    | Recorde da Oceania (Oceania)          | DSQ / DQ                   | Desclassificado (Disqualified)            |   |                                      |
| Recorde da temporada | Recorde da temporada do atleta (Season best) | Recorde sul-americano | Recorde sul-americano (South America) | NM                         | Sem marca (No mark)                       |   |                                      |